# Anthony Lormor
Anthony Lormor, detto Tony (Ashington, 29 ottobre 1970), è un ex calciatore inglese, di ruolo attaccante.

## Carriera
Dopo aver giocato nelle giovanili di Wallsend Boys Club e Newcastle Utd nel 1987, all'età di 17 anni, viene aggregato alla prima squadra di quest'ultimo club, militante nella prima divisione inglese, con la quale fa il suo esordio tra i professionisti il 23 gennaio 1988 subentrando dalla panchina a Mirandinha in una vittoria casalinga per 2-0 ai danni dei londinesi del Tottenham; nel prosieguo della stagione gioca altre 4 partite in prima divisione segnandovi anche 2 reti, peraltro in due turni di campionato consecutivi: prima infatti va a segno il 30 aprile nella quarantesima giornata (una vittoria casalinga per 3-1 sull'Oxford Utd) e poi si ripete il successivo 2 maggio, nella vittoria infrasettimanale per 2-1 sul campo del Portsmouth. Nell'estate del 1988 viene ceduto in prestito al Norwich City, altro club di prima divisione, con Andy Fensome che come contropartita tecnica compie il percorso opposto con la medesima formula: di fatto, comunque, nessuno dei due giocatori gioca alcuna partita ufficiale con il suo nuovo club. Lormor nel 1989 tornato al Newcastle continua a giocare in prima divisione: nella stagione 1989-1990 gioca infatti ulteriori 3 partite in questa categoria, segnandovi anche una rete, nella sconfitta casalinga per 2-1 del 3 maggio 1989 subita per mano dei londinesi del West Ham Utd.
Nell'estate del 1990 l'attaccante viene ceduto per 25000 sterline in quarta divisione al Lincoln City: qui ha da subito un ottimo impatto (nelle stagioni 1991-1992 e 1992-1993 è infatti il capocannoniere stagionale del club), ma un infortunio al legamento crociato subito nella parte finale della stagione 1992-1993 lo costringe a restare per circa un anno lontano dal campo: gioca infatti solamente 9 partite nella stagione 1993-1994, che termina con un periodo in prestito in quinta divisione all'Halifax Town (7 presenze ed una rete). Nell'estate del 1994 dopo complessive 100 presenze e 30 reti in incontri di campionato lascia i Red Imps e si trasferisce al Peterborough Utd, in terza divisione: nel dicembre del 1994 dopo 4 presenze senza reti lascia i Posh per trasferirsi al Chesterfield, in quarta divisione, dove rimane per complessive tre stagioni e mezzo (tutte in terza divisione tranne la seconda metà della stagione 1994-1995, conclusasi con una promozione) mettendo a referto 117 presenze e 35 reti in incontri di campionato (nella stagione 1995-1996 con 13 reti è anche il miglior marcatore stagionale del club) e prendendo parte alla FA Cup 1996-1997, in cui il club raggiunge per la prima volta nella sua storia la semifinale della coppa nazionale in questione. Prosegue poi la sua carriera con delle fugaci esperienze in terza divisione con Preston N.E. e Notts County (club che lo preleva in prestito dai Lilywhites), per poi dal 1998 al 2000 giocare invece in quarta divisione al Mansfield Town, club che lo acquista per 15000 sterline e con cui torna a giocare ed a segnare con regolarità (trova infatti la via del gol in 20 occasioni in 74 partite di campionato giocate nell'arco del suo biennio agli Stags). Dal 2000 al 2002 gioca invece in questa stessa categoria prima con l'Hartlepool Utd (48 presenze e 9 reti) e per mezza stagione in prestito allo Shrewsbury Town (7 presenze e 2 reti). Nella stagione 2002-2003, fortemente limitata dagli infortuni (come già gli ultimi anni di carriera), gioca solamente 4 partite con la maglia del Telford Utd, in quinta divisione; si ritira definitivamente nel 2006, all'età di 36 anni, dopo un ulteriore triennio trascorso giocando a livello semiprofessionistico.

## Palmarès

### Club

#### Competizioni regionali
- Northern Counties East League Division One: 1

Sutton Town: 2004-2005